# 슈뢰딩거-HJW 정리
양자 정보 이론 및 양자광학에서 슈뢰딩거-HJW 정리(Schrödinger–HJW theorem)는 순수 양자 상태의 앙상블로서 양자계의 섞인 상태를 실현하고 밀도 연산자의 해당 순화 사이의 관계에 대한 결과이다. 이 정리는 물리학자 에르빈 슈뢰딩거와윌리엄 우터스 및 수학자 레인 휴스턴, 리차드 조자의 이름을 따서 명명되었다. 이 결과는 또한 니콜라스 기신과 Nicolas Hadjisavvas(부분적이긴 하지만)에 의해 독립적으로 발견되었으며, 에드윈 제인스의 작업을 기반으로 구축되었으며, 그 중 상당 부분도 마찬가지로 데이비드 머민에 의해 독립적으로 발견되었다. 복잡한 역사로 인해 GHJW 정리, HJW 정리, 순화 정리 등 다양한 이름으로도 알려져 있다.

## 섞인 양자 상태의 순화
{\displaystyle {\mathcal {H}}_{S}}이 유한차원 복소 힐베르트 공간이라 하자. 다음 형식으로 분해되는{\displaystyle \rho =\sum _{i}p_{i}|\phi _{i}\rangle \!\langle \phi _{i}|}{\displaystyle {\mathcal {H}}_{S}}에서 정의된 일반적인(섞인 상태일 수 있는) 양자 상태 {\displaystyle \rho }를 고려한다. 여기서 {\displaystyle |\phi _{i}\rangle \in {\mathcal {H}}_{S}}는 (반드시 상호 직교할 필요는 없는) 상태들과 계수들은 {\textstyle \sum _{i}p_{i}=1}이고 {\displaystyle p_{i}\geq 0}이다. 임의의 양자 상태는 적당한 {\displaystyle \{|\phi _{i}\rangle \}_{i}}과 {\displaystyle \{p_{i}\}_{i}}에 대해 이러한 방식으로 작성될 수 있다. 임의의 그러한 {\displaystyle \rho }는 순화될 수 있다. 즉, 더 큰 힐베르트 공간에서 정의된 순수 상태의 부분 대각합으로 표현된다. 보다 정확하게는 (유한차원) 힐베르트 공간 {\displaystyle {\mathcal {H}}_{A}}과 {\displaystyle \rho =\operatorname {Tr} _{A}(|\Psi _{SA}\rangle \!\langle \Psi _{SA}|)}인 순수 상태 {\displaystyle |\Psi _{SA}\rangle \in {\mathcal {H}}_{S}\otimes {\mathcal {H}}_{A}}을 찾는 것이 항상 가능하다.  더욱이, 이것을 만족시키는 상태 {\displaystyle |\Psi _{SA}\rangle }들은 모두 그리고 오직 다음 형식의 것들뿐이다.{\displaystyle |\Psi _{SA}\rangle =\sum _{i}{\sqrt {p_{i}}}|\phi _{i}\rangle \otimes |a_{i}\rangle }여기서 {\displaystyle \{|a_{i}\rangle \}_{i}\subset {\mathcal {H}}_{A}}는 직교 기저이다. 이 상태 {\displaystyle |\Psi _{SA}\rangle }는 '{\displaystyle \rho }의 순화'라고 부른다. 보조 공간과 기저를 임의로 선택할 수 있기 때문에 섞인 상태의 순화는 유일하지 않다. 사실, 주어진 섞인 상태에 대해 무한히 많은 순화가 있다. 한 쌍의 순화 {\displaystyle |\Psi \rangle ,|\Psi '\rangle \in {\mathcal {H}}_{S}\otimes {\mathcal {H}}_{A}}가 주어지면 그들 모두는 위에 주어진 형태의 분해를 인정하기 때문이다. 항상 다음과 같은 유니터리 연산자 {\displaystyle U:{\mathcal {H}}_{A}\to {\mathcal {H}}_{A}}가 있다. {\displaystyle |\Psi '\rangle =(I\otimes U)|\Psi \rangle }

## 정리
순수 상태의 앙상블로서 두 가지 다른 구현 {\textstyle \rho =\sum _{i}p_{i}|\phi _{i}\rangle \langle \phi _{i}|}, {\textstyle \rho =\sum _{j}q_{j}|\varphi _{j}\rangle \langle \varphi _{j}|}과 함께섞인 양자 상태 {\displaystyle \rho }를 고려하자. 여기서 {\displaystyle |\phi _{i}\rangle }들과  {\displaystyle |\varphi _{j}\rangle }들은 서로 직교한다고 가정되지 않는다. 다음과 같이 섞인 상태 {\displaystyle \rho }의 두 가지 해당 순화가 있을 것이다.
- 순화 1: {\displaystyle |\Psi _{SA}^{1}\rangle =\sum _{i}{\sqrt {p_{i}}}|\phi _{i}\rangle \otimes |a_{i}\rangle } ;
- 순화 2: {\displaystyle |\Psi _{SA}^{2}\rangle =\sum _{j}{\sqrt {q_{j}}}|\varphi _{j}\rangle \otimes |b_{j}\rangle } .

집합 {\displaystyle \{|a_{i}\rangle \}}과 {\displaystyle \{|b_{j}\rangle \}}는 각 보조 공간의 정규 직교 기저이다. 이 두 가지 순화는 보조 공간에 작용하는 유니터리 변환, 즉 {\displaystyle |\Psi _{SA}^{1}\rangle =(I\otimes U_{A})|\Psi _{SA}^{2}\rangle }인 유니터리 행렬 {\displaystyle U_{A}}이 존재한다는 점에서만 다르다. 그러므로, {\textstyle |\Psi _{SA}^{1}\rangle =\sum _{j}{\sqrt {q_{j}}}|\varphi _{j}\rangle \otimes U_{A}|b_{j}\rangle }이다. 이는 순화 시스템에서 서로 다른 측정을 수행함으로써 섞인 상태의 다양한 앙상블을 실현할 수 있음을 의미한다.